# Dorrita
La dorrita és un mineral de la classe dels silicats, que pertany al grup de la rhönita. Rep el nom en honor de John A. "Jack" Dorr, Jr. (1922/3 - 8 d'abril de 1986), professor de geologia de la Universitat de Michigan, EUA, en reconeixement de la seva investigació geològica a l'estat de Wyoming.

## Característiques
La dorrita és un silicat de fórmula química Ca₄(Mg₃Fe93+)O₄(Si₃Al₈Fe3+O36). Va ser aprovada com a espècie vàlida per l'Associació Mineralògica Internacional l'any 1987, i la primera publicació data del 1988. Cristal·litza en el sistema triclínic. La seva duresa a l'escala de Mohs és 5,5.
Segons la classificació de Nickel-Strunz, la dorrita pertany a «09.DH - Inosilicats amb 4 cadenes senzilles periòdiques, Si₄O₁₂» juntament amb els següents minerals: leucofanita, ohmilita, haradaïta, suzukiïta, batisita, shcherbakovita, taikanita, krauskopfita, balangeroïta, gageïta, enigmatita, høgtuvaïta, krinovita, makarochkinita, rhönita, serendibita, welshita, wilkinsonita, safirina, khmaralita, surinamita, deerita, howieïta, taneyamalita, johninnesita i agrel·lita.

## Formació i jaciments
Va ser descoberta a Durham Ranch, a la comunitat de Reno Junction, dins el comtat de Campbell (Wyoming, Estats Units). També ha estat descrita en altres indrets de l'estat, així com en diversos llocs d'Alemanya, Jordània i Rússia.